# Guy de La Brosse
Guy de La Brosse (Rouen, ignoto – Parigi, 1641) è stato un botanico e medico francese.

## Biografia
Guy de La Brosse, medico di Luigi XIII, ottiene il 6 luglio 1626 l'autorizzazione dal re di creare a Parigi, un giardino di Piante medicinali destinato alla coltivazione delle piante utili alla medicina per sostituire quello di Montpellier creato da Enrico IV. Ma questo progetto procede a rilento perché la Faculté de médecine de Paris lo considera come un concorrente delle sue attività, tanto più che La Brosse desidera anche istituirvi corsi di botanica e di chimica.
Questo giardino, che sarà chiamato Jardin du roi e che diventerà a partire dal 1793 il Museo nazionale di storia naturale di Francia, sarà inaugurato ufficialmente solo nel 1640, cinque anni dopo la sua effettiva creazione. Per calmare la facoltà, il re autorizza un insegnamento privo di diplomi e la possibilità di scegliere i professori viene lasciata all'intendente del giardino.

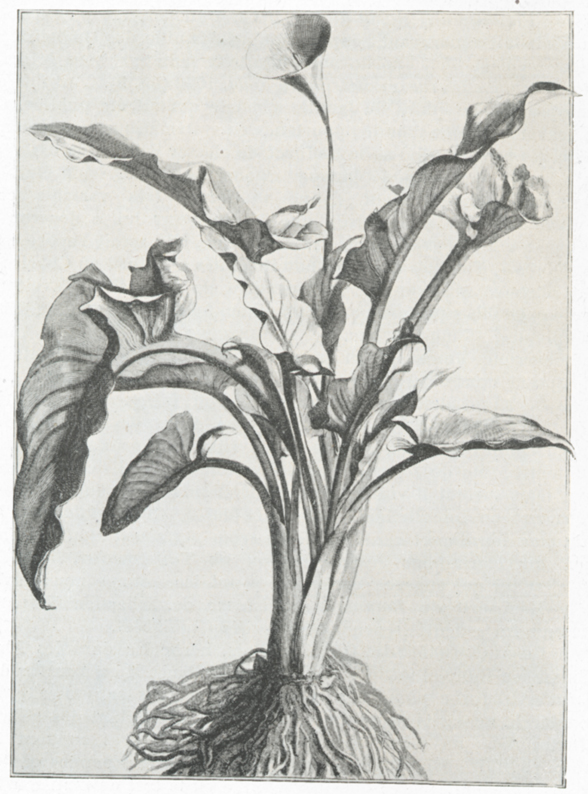
Calla aethopica (Araceae), tavola n.15 realizzata da Abraham Bosse.

La Brosse pubblica Dessin du Jardin Royal pour la culture des plantes médicinales, nel 1628 (pubblicato nuovamente con cinquanta tavole supplementari nel 1640), De la Nature, vertu et utilité des plantes et dessin du Jardin Royal de Médecine, nel 1631, Avis pour le Jardin royal des plantes e nel 1636 la Description du Jardin royal des plantes médicinales, contenant le catalogue des plantes qui y sont à présent cultivées et le plan du jardin. Aveva in progetto l'uscita di un Recueil des plantes du Jardin du Roi (Raccolta delle piante del Giardino del Re) accompagnato da quattrocento tavole in rame ad opera di Abraham Bosse, ma la morte impedisce a La Brosse di portarlo a termine.
Gli eredi di Guy de La Brosse vendono le tavole in rame ad un calderaio per il solo peso del metallo. Guy-Crescent Fagon, successore di La Brosse al posto di intendente del Giardino del re, ne ritrova a stento una cinquantina. Finalmente, Sébastien Vaillant e Antoine de Jussieu ne effettuano un tiraggio limitato a 24 esemplari!

## Omaggi
Nel 1837 la rue Guy-de-La-Brosse è aperta a Parigi nei pressi del Jardin des plantes e della facoltà di scienze di cui gli edifici attigui prendono ugualmente il nome del botanico.

## Fonti
- Adrien Davy de Virville (dir.) (1955). Histoire de la botanique en France. SEDES, Paris, 394 p.